# Biathlon aux Jeux olympiques de 2010 – Départ groupé hommes
Navigation
Turin 2006 Sotchi 2014
L'épreuve masculine du 15 km départ groupé (ou Mass start) aux Jeux olympiques d'hiver de 2010 a lieu le 21 février 2010 à 11 heures au Parc olympique de Whistler. Elle est remportée par le Français Martin Fourcade après le déclassement du Russe Evgeny Ustyugov pour dopage. Il devance le Slovaque Pavol Hurajt et l'Autrichien Christoph Sumann qui récupère finalement le bronze.

## Médaillés
| Or                    | Argent             | Bronze                 |
| Martin Fourcade (FRA) | Pavol Hurajt (SVK) | Christoph Sumann (AUT) |

## Résultats
La course commence à 11 h 00.
Légende : C - Couché ; D - Debout
| Rang                                | Dossard | Athlète                 | Nationalité        | Pénalités (C+C+D+D) | Temps         | Retard        |
| ----------------------------------- | ------- | ----------------------- | ------------------ | ------------------- | ------------- | ------------- |
| Médaille d'or, Jeux olympiques      | 16      | Martin Fourcade         | France             | 3 (2+0+0+1)         | 35 min 46 s 2 |               |
| Médaille d'argent, Jeux olympiques  | 19      | Pavol Hurajt            | Slovaquie          | 0 (0+0+0+0)         | 35 min 52 s 3 | +16 s 6       |
| Médaille de bronze, Jeux olympiques | 4       | Christoph Sumann        | Autriche           | 1 (0+1+0+0)         | 36 min 01 s 6 | +25 s 9       |
| 4                                   | 17      | Daniel Mesotitsch       | Autriche           | 3 (0+1+0+2)         | 36 min 05 s 9 | +30 s 2       |
| 5                                   | 12      | Ivan Tcherezov          | Russie             | 3 (0+2+0+1)         | 36 min 09 s 2 | +33 s 5       |
| 6                                   | 10      | Dominik Landertinger    | Autriche           | 4 (1+0+1+2)         | 36 min 09 s 7 | +34 s 0       |
| 7                                   | 1       | Vincent Jay             | France             | 1 (0+0+0+1)         | 36 min 10 s 3 | +34 s 6       |
| 8                                   | 7       | Jakov Fak               | Croatie            | 3 (1+0+1+1)         | 36 min 10 s 5 | +34 s 8       |
| 9                                   | 14      | Michael Greis           | Allemagne          | 3 (0+0+1+2)         | 36 min 10 s 7 | +35 s 0       |
| 10                                  | 24      | Tomasz Sikora           | Pologne            | 3 (2+1+0+0)         | 36 min 13 s 1 | +37 s 4       |
| 11                                  | 2       | Björn Ferry             | Suède              | 2 (0+0+0+2)         | 36 min 13 s 3 | +37 s 6       |
| 12                                  | 3       | Emil Hegle Svendsen     | Norvège            | 3 (0+0+1+2)         | 36 min 20 s 7 | +45 s 0       |
| 13                                  | 11      | Simon Fourcade          | France             | 1 (0+1+0+0)         | 36 min 28 s 1 | +52 s 4       |
| 14                                  | 23      | Andreas Birnbacher      | Allemagne          | 3 (0+1+2+0)         | 36 min 30 s 2 | +54 s 5       |
| 15                                  | 26      | Michal Šlesingr         | République tchèque | 2 (1+1+0+0)         | 36 min 35 s 6 | +59 s 9       |
| 16                                  | 13      | Arnd Peiffer            | Allemagne          | 2 (0+0+2+0)         | 36 min 44 s 5 | +1 min 08 s 8 |
| 17                                  | 15      | Tim Burke               | États-Unis         | 4 (0+0+3+1)         | 36 min 44 s 7 | +1 min 09 s 0 |
| 18                                  | 30      | Halvard Hanevold        | Norvège            | 3 (0+1+0+2)         | 36 min 56 s 6 | +1 min 20 s 9 |
| 19                                  | 6       | Sergeï Novikov          | Biélorussie        | 3 (0+0+1+2)         | 36 min 59 s 3 | +1 min 23 s 6 |
| 20                                  | 27      | Sergueï Sednev          | Ukraine            | 2 (0+0+2+0)         | 37 min 02 s 8 | +1 min 27 s 1 |
| 21                                  | 18      | Anton Shipulin          | Russie             | 3 (1+0+1+1)         | 37 min 04 s 7 | +1 min 29 s 0 |
| 22                                  | 29      | Christoph Stephan       | Allemagne          | 4 (0+1+1+2)         | 37 min 11 s 4 | +1 min 35 s 7 |
| 23                                  | 22      | Thomas Frei             | Suisse             | 2 (0+1+1+0)         | 37 min 12 s 9 | +1 min 37 s 2 |
| 24                                  | 9       | Simon Eder              | Autriche           | 4 (0+0+2+2)         | 37 min 29 s 7 | +1 min 54 s 0 |
| 25                                  | 25      | Andriy Deryzemlya       | Ukraine            | 5 (0+2+3+0)         | 37 min 43 s 9 | +2 min 08 s 2 |
| 26                                  | 5       | Ole Einar Bjørndalen    | Norvège            | 7 (1+2+3+1)         | 37 min 46 s 5 | +2 min 10 s 8 |
| 27                                  | 21      | Klemen Bauer            | Slovénie           | 5 (2+0+0+3)         | 38 min 16 s 9 | +2 min 41 s 2 |
| 28                                  | 28      | Jeremy Teela            | États-Unis         | 4 (1+1+0+2)         | 38 min 36 s 1 | +3 min 00 s 4 |
| 29                                  | 20      | Jean-Philippe Leguellec | Canada             | 7 (0+4+0+3)         | 39 min 18 s 5 | +3 min 42 s 8 |
| DSQ                                 | 8       | Evgeny Ustyugov         | Russie             | 0 (0+0+0+0)         | 35 min 35 s 7 |               |